# Дом Педру (аквамарин)
Дом Пе́дру — крупнейший в мире огранённый аквамарин весом в 2 кг. Экспонируется в Музее естественной истории при Смитсоновском институте в Вашингтоне, США. Впервые был представлен публике в начале декабря 2012 года в составе экспозиции.
Кристалл до обработки был около метра в длину и весил около 45 кг, в настоящее время имеет форму обелиска, 14 дюймов (35,6 см) в высоту, 4 дюйма (10 см) в ширину по основанию и весит 10 363 карат или 4,6 фунтов (2 кг). Его добыли в штате Минас-Жерайс на востоке Бразилии около 1980 года. В 2011 году его подарили музею двое бизнесменов из Флориды — Джейн Митчел и Джефри Бланд.
Художник-ювелир Бернд Мунштайнер потратил четыре месяца на изучение кристалла и ещё шесть месяцев работал над огранкой и полировкой камня.
Аквамарин был назван в честь первых двух бразильских императоров — Педру I и его сына Педру II.